# Common Intermediate Language
Common Intermediate Language (скорочено CIL) — проміжна мова, розроблена корпорацією Microsoft для платформи .NET Framework. JIT-компілятор, який перетворює CIL код в машинний код, є частиною віртуальної машини CLR (англ. Common Language Runtime) — спільного середовища виконання мов для платформи .NET. Раніше ця мова мала назву Microsoft Intermediate Language, але згодом була перейменована для створення стандарту ECMA-335.
Усі компілятори, які забезпечують підтримку платформи .NET, повинні транслювати код, який написаний на мовах високого рівня, в проміжний код на мові CIL.
Код на CIL генерують усі компілятори для платформи .NET самої фірми Microsoft, які входять в середовище розробки Visual Studio (C#, Managed C++, Visual Basic .NET, Visual J# .NET).
Мова CIL своїм синтаксисом і мнемонікою нагадує мову асемблера. Її можна розглядати як асемблер віртуальної машини .NET. В той самий час мова CIL містить деякі достатньо високорівневі конструкції, які підвищують її рівень в порівнянні з асемблером для будь-якої реально існуючої машини, тому писати код безпосередньо на CIL порівняно простіше, ніж на асемблері для реальних машин. CIL можна розглядати як своєрідний «високорівневий асемблер».
Мову CIL доволі часто називають просто IL (англ. Intermediate Language), тобто «проміжна мова».
Синтаксис і мнемоніка мови CIL описані стандартом ECMA-335. Спецификація CIL є складовою частиною специфікації Common Language Infrastructure (CLI).

## Загальна інформація
Під час компіляції мов програмування CLI код перекладається в код CIL, а не в об’єктний код, специфічний для платформи чи процесора. CIL — це незалежний від процесора та платформи набір інструкцій, який можна виконувати в будь-якому середовищі, що підтримує загальну мовну інфраструктуру, наприклад у середовищі виконання .NET у Windows або крос-платформному середовищі виконання Mono. Теоретично це позбавляє від необхідності розповсюджувати різні виконувані файли для різних платформ і типів ЦП. Код CIL перевірено на безпеку під час виконання, забезпечуючи кращу безпеку та надійність, ніж скомпільовані виконувані файли.

## Приклад коду
Приклад програми Hello, World, написаної на CIL. Програма виводить стрічку «Hello, world!».
```
.assembly
 
Hello
 
{}

.method
 
public
 
static
 
void
 
Main
()
 
cil
 
managed

{

     
.entrypoint

     
.maxstack
 
1

     
ldstr
 
"
Hello
,
 
world
!
"

     
call
 
void
 
[
mscorlib
]
System.Console
::
WriteLine
(
string
)

     
ret

}

```

Ще одна програма (на C#),
```
static
 
void
 
Main
(
string
[]
 
args
)

{

    
for
 
(
int
 
i
 
=
 
2
;
 
i
 
<
 
1000
;
 
i
++
)

    
{

         
for
 
(
int
 
j
 
=
 
2
;
 
j
 
<
 
i
;
 
j
++
)

         
{

              
if
 
(
i
 
%
 
j
 
==
 
0
)

                   
goto
 
outer
;

         
}

         
Console
.
WriteLine
(
i
);

    
}

outer
:
 
Console
.
ReadKey
();

}

/* Output:

2

3

*/

```

яка на CIL виглядає так:
```
.method
 
private
 
hidebysig
 
static
 
void
  
Main
(
string
[]
 
args
)
 
cil
 
managed

{

  
.entrypoint

  
.maxstack
  
2

  
.locals
 
init
 
([
0
]
 
int32
 
i
,

           
[1]
 
int32
 
j
)

  
IL_0000:
  
ldc.i4.2

            
stloc.0

            
br.s
       
IL_001f

  
IL_0004:
  
ldc.i4.2

            
stloc.1

            
br.s
       
IL_0011

  
IL_0008:
  
ldloc.0

            
ldloc.1

            
rem

            
brfalse.s
  
IL_0000

            
ldloc.1

            
ldc.i4.1

            
add

            
stloc.1

  
IL_0011:
  
ldloc.1

            
ldloc.0

            
blt.s
      
IL_0008

            
ldloc.0

            
call
       
void
 
[
mscorlib
]
System.Console
::
WriteLine
(
int32
)

            
ldloc.0

            
ldc.i4.1

            
add

            
stloc.0

  
IL_001f:
  
ldloc.0

            
ldc.i4
     
0x3e8

            
blt.s
      
IL_0004

            
ret

}

```